# Bothriospermum secundum
Bothriospermum secundum är en strävbladig växtart som beskrevs av Maximowicz. Bothriospermum secundum ingår i släktet Bothriospermum och familjen strävbladiga växter. Inga underarter finns listade i Catalogue of Life.